# HGrégoire

HGrégoire ou H Grégoire International inc. est une multinationale canadienne active dans le détail de voitures usagées et neuves et employant environ 1500 personnes[réf. souhaitée], et possédant un réseau de 29 centres de véhicules usagés et concessions automobiles en Amérique du Nord.